# Grothwischgraben
Der Grothwischgraben ist ein ca. 620 m langer Graben in Hamburg-Eidelstedt. Er mündet an der Grenze zu Hamburg-Schnelsen in den Brookgraben.
Teile des Grothwischgrabens sind bereits auf einer Karte aus dem 19. Jahrhundert erkennbar.

## Verlauf
Der Grothwischgraben verläuft größtenteils als Grenzbach zwischen Hamburg-Schnelsen und Hamburg-Eidelstedt.

Er entspringt am Hörgensweg, verläuft zur Autobahnabfahrt der A23 aus Richtung Nordwesten auf die B4, unterquert dann die A23 und durchfließt ein Rückhaltebecken, bevor er die Autobahnauf/abfahrt auf der anderen Seite unterquert. Er verläuft dann parallel zur B4 und zum Porsche Zentrum Hamburg Nord-West und durchfließt dann ein weiteres Rückhaltebecken. Er mündet kurz nach dem Porsche Zentrum Hamburg Nord-West in den Brookgraben.

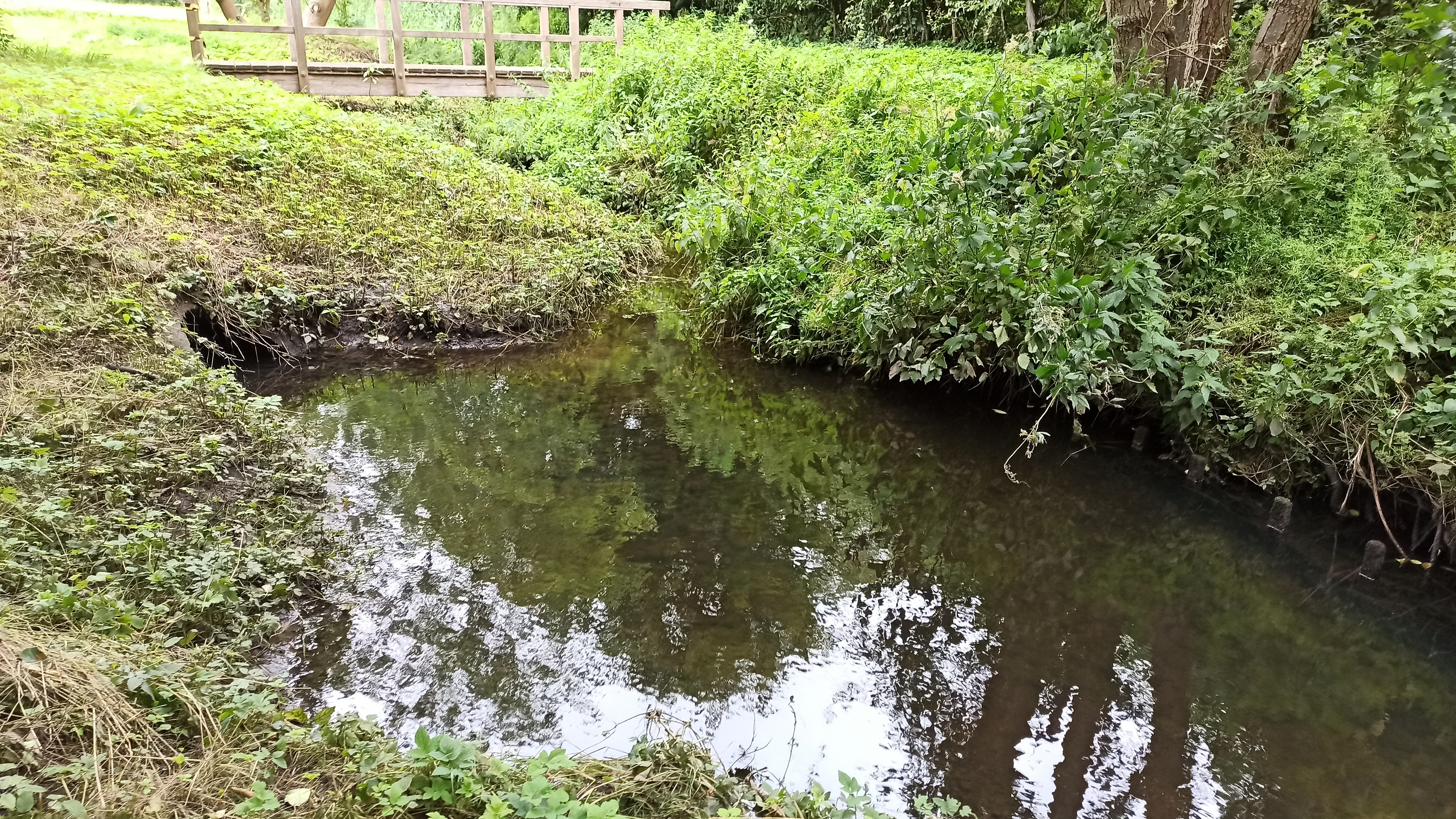
Mündung in den Brookgraben
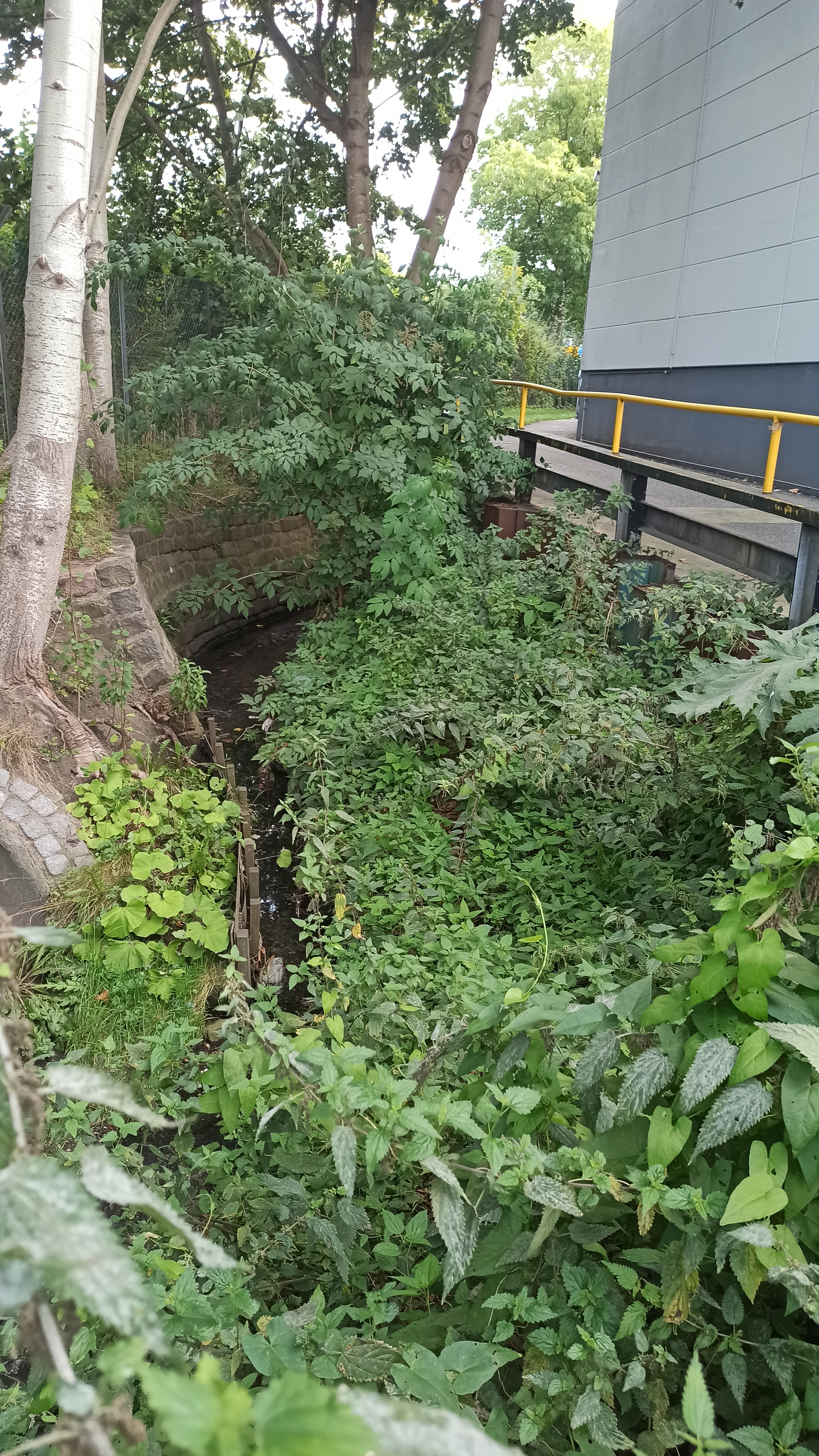
Grothwischgraben nach der Unterquerung eines Hauses
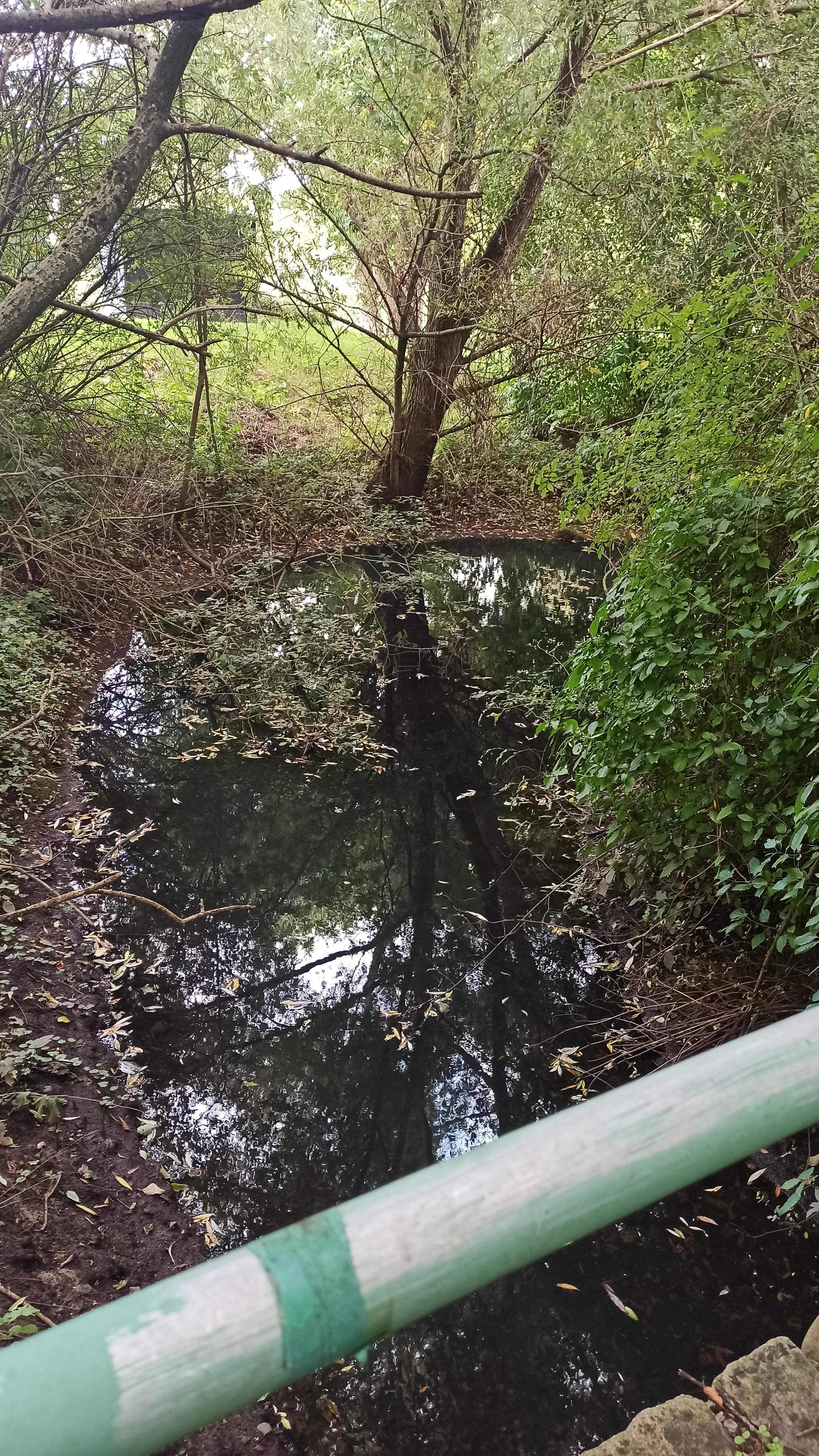
Grothwischgraben fließt durch sein erstes Rückhaltebecken
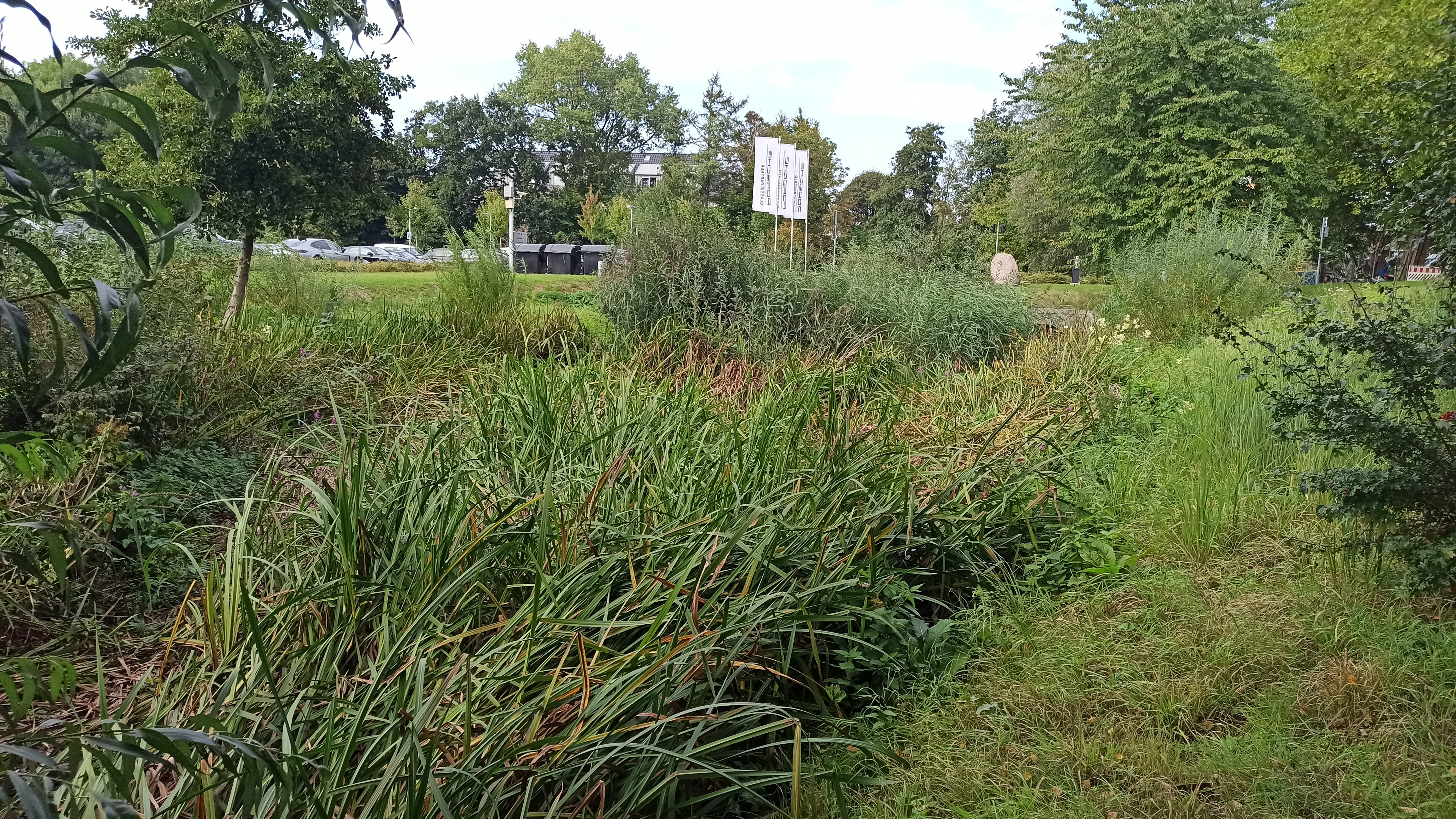
Grothwischgraben fließt durch sein erstes Rückhaltebecken